# Aracruz (ort)
Aracruz är en ort i Brasilien.   Den ligger i kommunen Aracruz och delstaten Espírito Santo, i den sydöstra delen av landet, 900 km sydost om huvudstaden Brasília. Aracruz ligger 73 meter över havet och antalet invånare är 58 271.
Terrängen runt Aracruz är platt österut, men västerut är den kuperad. Aracruz är det största samhället i trakten.
Runt Aracruz är det i huvudsak tätbebyggt. Runt Aracruz är det ganska tätbefolkat, med 93 invånare per kvadratkilometer.